# Batalla de Yahuarpampa
La batalla de Yahuarpampa fue un mítico-histórico enfrentamiento militar entre los chancas y el Curacazgo de Cusco. La victoria de este último marcaría el inicio de una serie de campañas militares que forjarían el Tahuantinsuyo.
También es conocida como batalla de Yahuar Pampa, Yawarpampa, Sacsahuana, Saqsawana, Ichupampa, Ichubamba o Ichopampa.

## Versiones
Como todo pueblo sin lengua escrita, la historia de los incas está mezclada con la leyenda. Para su cultura, este acontecimiento marca el inicio de su ascenso y sólo es comparable a la fundación de Cuzco, haciendo a su protagonista la figura más destacada de sus memorias junto a Manco Cápac. Pero entre los cronistas ni siquiera hay acuerdo sobre quién ganó la batalla: 
- Juan de Betanzos (Suma y narración de los Incas), Juan Polo de Ondegardo y Zárate (Informaciones acerca de la religión de los Incas), Pedro Sarmiento de Gamboa (Historia Índica), Bernabé Cobo (Historia del Nuevo Mundo), Antonio de la Calancha (Crónica moralizadora), Bartolomé de las Casas (Las antiguas gentes del Perú), José de Acosta (Historia natural y moral de las Indias), Pedro Gutiérrez de Santa Clara (Historia de las guerras civiles del Perú (1544-1548) y de otros sucesos de las Indias), Jerónimo Román y Zamora (Repúblicas de Indias), Antonio de Herrera y Tordesillas (Historia General de los hechos de los castellanos en las Islas y tierra firme del mar Océano) y supuestamente Cristóbal de Molina (se le atribuye la anónima Relación de muchas cosas acaescidas en el Perú) afirman que el héroe fue Pachacútec.[19] Pedro Cieza de León (El Señorío de los Incas) lo llama Inca Yupanqui pero por los demás datos que da se concluye que sólo podía ser Pachacútec.[20]
- Una segunda corriente con Inca Garcilaso de la Vega (Comentarios Reales de los Incas) dice que fue Huiracocha. Bernabé Cobo (Historia del Nuevo Mundo) cae en la contradicción de atribuirle los eventos a ambos personajes, lo que lo desacredita completamente. Giovanni Anello Oliva (Historia del Reyno y provincias del Perú y varones insignes en santidad de la Compañía de Jesús) dice que su fuente, un anciano quipucamayoc[n 1] de Cochabamba llamado Catari, afirma que Pachacútec y Huiracocha eran el mismo y no menciona el ataque a Cuzco.[19]
- Una tercera corriente de cronistas no habla directamente de la batalla, pero da datos sueltos: Martín de Murúa (Los orígenes de los Inkas: crónica sobre el antiguo Perú) menciona la existencia de Urco y la conquista de Vilcas y Jauja por Pachacútec; Cristóbal de Molina (Relación de las fábulas y ritos de los incas) recuerda la visión del Hacedor por Pachacútec; Miguel Cabello Balboa (Miscelánea Antártica) habla de dos guerras entre Yupanqui y los chancas; y Diego Fernández de Palencia dice que Pachacútec conquistó el importante centro chanca de Vilcas.[19] Felipe Guamán Poma de Ayala (Nueva crónica y buen gobierno) sólo dice que Yáhuar Huácac y Huiracocha Inca lograron grandes conquistas en territorio chanca.[21]

Debe mencionarse que la momia de Pachacútec fue encontrada por Polo de Ondegardo y Zárate en Tococache hacia 1560, donde los nativos la habían trasladado desde Patallacta. Cobo menciona que estaba acompañada por una estatua religiosa chanca ya que era costumbre entre los conquistadores andinos ser enterrados con las estatuas de las divinidades de los pueblos que vencían. Esto lleva a Rostworowski considerarlo como el probable vencedor de los chancas. Otros cronistas como Acosta, Cabello Balboa, Santa Cruz Pachacuti identifican a la momia como de Pachacútec, pero Garcilaso de la Vega menciona como de Huiracocha. Según Rostworowski, Garcilaso de la Vega intenta disminuir la figura de Pachacútec constantemente y oculta en su crónica la existencia de la estatua religiosa chanca encontrado con la momia.

## Cronología
Los incas no registraban los años de forma sistemática, así que toda fecha es una aproximación basada en investigaciones y comparaciones de crónicas con otras o con registros arqueológicos. Al señalar el comienzo de las conquistas incas, la batalla debió ocurrir poco más de un siglo antes de llegar los europeos según los arqueólogos.
El polímata francés Constantine Samuel Rafinesque sostiene que fue en 1315 cuando se produce el levantamiento y la batalla. El jesuita Juan de Velasco dice en su Historia del Reino de Quito en la América Meridional, que los eventos suceden en 1289. Según José Antonio del Busto, historiador peruano, los chancas se sublevaron en 1424 y la batalla se produjo al año siguiente.  El arqueólogo estadounidense John Rowe, que usa de base la Miscelánea Antártica de Miguel Cabello Balboa, fecha los acontecimientos en 1438. Las estimaciones de este último han sido las más usadas en las décadas más recientes, sin embargo, el debate cronológico no puede darse por terminado. A fin de cuentas, probablemente sucedió en algún momento entre 1430 y 1440.
Rafinesque y Velasco apoyan la corriente de Huiracocha y Busto y Rowe la de Pahacútec. El primero fecha el reinado de su monarca entre a 1315 y 1372. El segundo dice que reinó entre 1289 y 1340. El tercero el de su rey entre 1425 y 1471. El cuarto habla de un reinado entre 1438 y 1471.

## Primera versión: incas al mando de Huiracocha

### Antecedentes
Según Garcilaso de la Vega, el Sapa Inca Cápac Yupanqui habría sido el primero en combatir a los chancas. Envió a su hermano, Auqui Titu, hasta los curacazgos de Cotapampa, Cotanera y Huamanpallpa, donde fueron recibidos como libertadores porque odiaban el yugo chanca. Durante el reinado de Inca Roca hay una gran guerra contra los chancas (desde 1260 según Rafinesque) donde logró la victoria. El conflicto se reactiva en 1280 (Rafinesque) y un ejército de 20 000 a 30 000 incas sometió a los chancas y dejó funcionarios entre ellos.
Cuando reinaba Yáhuar Huácac, un hijo del monarca, Hatun Túpac, estaba desterrado pastando llamas en las montañas por su rebeldía. El joven se presentó ante la corte a avisarle que había soñado una rebelión en el norte pero su padre no le creyó y lo envió de vuelta a Chita. Tiempo después, los chancas de Uramarca, Villca, Utunsulla y Huancohuallu se alzaron en armas y masacraron a los funcionarios cuzqueños. Al mando de Anco Huallo, Tomay Huaraca y Astoy Huaraca de 30 000 a 40 000 chancas avanzaron sobre Cuzco, pero el Sapa Inca no creyó los informes hasta que estuvieron muy cerca de su ciudad.

### Desenlace
El monarca salió huyendo con su corte, mientras que su hijo reunió 4 000 soldados y volvió a la capital, se hizo proclamar rey y reclutó 8 000 hombres que sumó a su ejército. Salió a una pampa cercana donde le llegaron noticias de que 20 000 aliados quechuas del Contisuyo se aproximaban. Después que estos llegaron, nuevos informes avisaron de la proximidad de 5 000 quechuas, fue entonces que aparecieron los chancas. El nuevo Sapa Inca les ofreció la paz, pero estos estaban seguros de vencer y se negaron a tratar.
Ambos ejércitos siguieron aproximándose al día siguiente y el Inca volvió a ofrecer la paz, entonces Anco Huallo le respondió: «Mañana se verá quién merece ser rey y quién puede perdonar». Una jornada más tarde se produjo la batalla y los cuzqueños triunfaron. Huiracocha fue piadoso y perdonó a los alzados. Yáhuar Huácac habría muerto siete años después, recluido en la vida privada (en 1296 según Velasco). Sería Pachacútec, en el sexto año de su reinado, quien encabezaría una conquista para someter a los chancas de Jauja y Vilcas y los huancas.

## Segunda versión: incas al mando de Pachacútec

Expansión inca hasta 1438 (oscuro) y las conquistas de Pachacútec (claro).

### Antecedentes
Hacia 1420 la cultura chanca estaba en su apogeo, dominaban Huancavelica, Apurímac y Andahuaylas, y probablemente eran responsables de la desintegración de la cultura wari. Betanzos dice en su crónica que tenían por curaca a Usco Vilca pero algunas fuentes dicen que tenían una monarquía dual encabezada por Anco Huallo y Usco Vilca. De todas formas, Usco Vilca decidió armar un gran ejército y organizar tres expediciones al mando de sus seis capitanes. La primera fue al Condesuyo (o al Cuntisuyo) a las órdenes de Malma o Rapa (o Irapa). La segunda al Condesuyo también (o al Andesuyo) mandada por Yana Vilca y Teclo Vilca (o Toquello Vilca). Otras fuentes dicen que solo hubo dos capitanes al mando de una expedición cada uno, Huasco y Uasca para marchar sobre el Condesuyo y el Andesuyo respectivamente. La primera tropa llegó hasta Chichas (actual sur boliviano) y la segunda marchó contra los chiriguanos, pero volvió rápido al saber de la muerte de su curaca. Por la dispersión de las fuerzas, el mismo cronista considera que más que ejércitos eran hordas descoordinadas dedicadas al pillaje. La tercera fuerza partió de Huancavelica por el valle de Andaguaylas donde derrotó a los quechuas. Iba dirigida por Tomay Huaraca y Astoy Huaraca, que cruzaron el río Apurímac y acamparon en los llanos de Ichupampa a seis o siete leguas de Cusco. Aparentemente, su plan era tomar Cuzco y continuar las conquistas hasta el Collao. Desde su posición enviaron mensajeros exigiendo la capitulación de la ciudad.
El anciano monarca, Huiracocha, al saber del avance chanca huyó a la fortaleza de Caquia Sacsahuana o Jaquijahuana (provincia de Calca) con los nobles (orejones) que le eran partidarios, y sus hijos Inca Urco o Urcón (el preferido, heredero y cogobernante) y Socso. En cambio, otro de sus hijos, Cusi Inca Yupanqui, comandó otra facción de nobles, capitanes y parientes para quedarse y jurar defender su hogar. Los nobles eran Inca Roca (primogénito de Huiracocha), Apo Mayta, Vicaquirao, Quilliscachi Urco Huaranga, Chima Chaui Pata Yupanqui, Huiracocha Inca Páucar y Mircoymana (ayo de Inca Yupanqui). Sarmiento de Gamboa y Betanzos añaden a los Yupanqui, Muru Uanca, Apo Yupanqui y Uxuta Urco Guaranga (criados de Cusi Inca Yupanqui y de sus amigos Vicaquirao, Apo Mayta y Quilliscachi Urco Huaranga). Aunque algunas leyendas dicen que Cusi había sido desterrado por su padre, probablemente había sido nombrado gobernador de un ayllu lejano a la ciudad. El príncipe era joven, unos veinte a veintidós años.
El anciano Sapa Inca tuvo que informar de la decisión de Cusi al enviado chanca con el que negociaba su rendición, Guaman Guaraca, quien se lo comunicó a su curaca. Entonces el monarca chanca decidió unirse personalmente a sus tropas. Esta disposición a resistir sorprendió tanto a los chancas que supuestamente les dieron tres meses a Cusi para reunir una fuerza digna de enfrentarlos. El príncipe buscó apoyo de las tribus vecinas pero la mayoría prefirió quedarse al margen porque todo parecía prever su derrota. Solo los canas apoyaron a los cuzqueños mientras que los ayamarcas a los chancas. El príncipe realizó ayunos y oraciones para pedir su protección a Viracocha e Inti. Se dice que en una de estas le anunciaron que lo ayudarían en la batalla y después sería el señor de muchas tierras. Los chancas permanecieron en Cochacalla realizando rituales para preparar el combate.

### Batalla de Cuzco
Sarmiento de Gamboa dice que los chancas atacaron la ciudad y traspasaron sus murallas, desatándose una feroz batalla casa por casa. Los cuzqueños habían construido fosos cubiertos por ramas y tierra donde cayeron muchos chancas al cargar. Todos los habitantes participaron en la defensa, destacando una mujer, Chañan Curicoca, que luchó tan bravamente que hizo retroceder al enemigo de su barrio. Finalmente, los chancas debieron retirarse hacia Ichupampa para reagruparse abandonando gran parte de sus suministros y tesoros. Fue entonces que recibieron refuerzos que volvían de las otras campañas, mientras que Cusi recibía la ayuda de pueblos vecinos impresionados por su éxito.

### Yahuarpampa
Asto Haraca envió un mensajero a Cusi desafiándolo a una batalla campal y asegurando que la derrota se debió a tener que luchar en calles estrechas. También le prometió «en breve teñiría su lanza con su sangre». El príncipe le respondió que era el hijo de Inti y guardián de Cuzco y jamás se sometería. Cuando se dio la gran batalla decisiva, Cusi decapitó con su hacha a ambos capitanes chancas y puso sus cabezas en picas para desmoralizar al enemigo, que rompió filas y fue perseguido y masacrado sin piedad. Cieza de León dice que Uscovilca murió en el combate. En cambio, Sarmiento de Gamboa sostiene que el rey era una momia llevada en andas como reliquia para animar a los chancas. Cuando se hizo con la reliquia los chancas habrían huido desmoralizados. Los incas hicieron un gran botín que después usarían para sus campañas de expansión.
Al parecer, durante la noche previa Cusi había ordenado que una reserva de 5 000 soldados se instalara en una montaña y después que los chancas estaban agotados, atacaron por la retaguardia al enemigo, poniéndolos en fuga.

### Consecuencias
Cusi perdonó a los demás caciques chancas para hacerlos sus aliados y castigó a los pueblos que apoyaron a los invasores. Otros dicen lo contrario, que perdonó a varios pueblos diciendo que fueron forzados a luchar contra los cusqueños y ahorcó a los jefes chancas, clavo en picas sus cabezas y quemó sus cuerpos. Los cronistas dicen que todos los chancas y 30 000 incas y aliados murieron, pero estimaciones modernas reducen bastante esas cifras. La pampa de Ichupampa, lugar de la batalla, pasaría a ser conocida como Yahuarpampa, «llanura de sangre».
Las fuentes varían sobre el destino del viejo Viracocha. Según algunos se reconcilió con su victorioso hijo y abdicó para nombrarle gobernante. Otros dicen que el anciano siguió siendo Sapa Inca hasta su muerte en Caquia Sacsahuana. Una tercera postura dice que conspiró para derrocar a Cusi. Todo empezó porque el anciano insistió en atribuir la victoria y el botín a Urco, pero Cusi tomó lo que había ganado y ocupó de facto la ciudad. Fue con Urco, que quería reclamar el trono y empezó a reunir un pequeño ejército en Yucay. Inmediatamente Cusi con Roca marcharon en su contra. Estaba Urco sobre la orilla del río Tambo cuando una piedra de Roca le dio en la garganta y cayó al agua, huyó río abajo hasta llegar a la peña Chupellasca pero los soldados enemigos lo alcanzaron y dieron muerte. La batalla fue en la localidad de Paca. Otros dicen que Urco fue capturado y descuartizado públicamente. Cusi se hizo con los bienes de la facción perdedora y desplazo definitivamente a su padre de todo poder. El anciano Viracocha murió una década después, a los ochenta años, y cuatro meses más tarde su hijo iniciaba sus campañas contra los chancas de Jauja y Vilcas y los collas.
La victoria fue decisiva para la historia inca, pues marca el comienzo de las reformas de Cusi, quien pasaría a llamarse Pachacútec. También gracias a ella consiguieron una supremacía que les permitió iniciar sus guerras de conquista al romper el equilibrio logrado por «el círculo de poderosos vecinos» o «macroetnias» que los rodeaban. Los incas iniciaban un apogeo que duraría cerca de un siglo, como dice Rostworowski, basándose en las fuentes, Pachacútec inicia el Tahuantinsuyo, Túpac Yupanqui lo expande y Huayna Cápac consolidaría.

## Los soldados de Pururauca
En la versión de Pachacuti Yamqui Salcamaygua quién dice que tras la huida de su padre y volviendo Cusi a Cusco a defenderla vio un mancebo blanco y hermoso en Callachaca y este le dijo: «Hijo, yo os prometo en nombre del hacedor al que habéis llamado en vuestras tribulaciones, yo os digo que os oyó, y así será vuestra defensa y lo seréis victoriosos; pelead sin miedo». Tras eso el extraño desapareció, el príncipe volvió a su ciudad y reunió a hombres, mujeres y ancianos, todos los dispuestos a usar un arma se presentaron a la batalla, mientras un viejo consejero del Sapa Inca, Topa Huanchiri jefe de Coricancha ordenó hacer y armar como personas unas grandes figuras de piedra cerca del campo de batalla, llamadas Pururaucas, en el fragor de la lucha Cusi los confundió con cusqueños enviados por su padre y les grito: «¿Qué hacéis allí, hermanos? ¿Cómo es posible que en esta ocasión estéis allí, sentaditos? ¡Levantaos!»; fue cuando las rocas se convirtieron en hábiles guerreros y salvaron una batalla que parecía perdida.